# 玉碎 (2006年电视剧)
《玉碎》是2006年首播的一部中国电视连续剧，2005年拍摄，于2006年4月14日在中国中央电视台一套节目播出，首播当日登上中国电视剧收视率排行榜之首。
该电视剧由周振天同名小说《玉碎》改编，王刚主演。剧情讲述民国时期一位古董商人为了不让一件珍贵玉器望天吼落入日本人手中，而砸碎该玉器的事。
电视播出后，有评论说“王刚的演技和一批新演员的出色表现让观众眼前一亮。”
该剧正面讴歌了这种所谓的爱国主义，但也有人认为这种出于民族主义而毁坏人类共同遗产的珍贵文物的举动是狭隘的。　

## 制作人员
- 导演：张晓光
- 编剧：周振天
- 改编：汤春晖

## 演员阵容[5]
| 演員   | 角色     | 简介                 | 備註     |
| ------ | -------- | -------------------- | -------- |
| 王 刚  | 赵如圭   | “恒雅斋”老板         |          |
| 沈傲君 | 赵怀玉   | 赵家二女儿           |          |
| 丁海峰 | 陆雄飞   | 黑帮人物，赵家大女婿 |          |
| 刘园园 | 赵洗玉   | 赵家三女儿           |          |
| 吴秀波 | 小野一郎 |                      |          |
| 李永贵 | 刘宝勋   |                      |          |
| 金玉婷 | 薛艳卿   |                      |          |
| 曹 磊  | 李穿石   |                      |          |
| 王 挺  | 郭大器   |                      |          |
| 邹 爽  | 德 宝    |                      |          |
| 陈 婷  | 赵叠玉   | 赵家大女儿           |          |
| 杜旭东 | 臭咧咕   |                      |          |
| 刘亚津 | 赛诸葛   |                      | 友情出演 |
| 张少华 | 张 妈    |                      | 友情出演 |